# Charme (música)
Baile Charme é um tipo de festa onde se toca música negra, sobretudo R&B contemporâneo e swingbeat (baseado em bailes da década de 1970 de soul e funk), criada a partir do circuito musical Movimento Black Rio, onde os dançarinos dançam juntos coreografias sincronizadas (charm) os passos híbridos de dança brasileira-americana, chamados de passinhos.
Em 1980, o DJ Corello introduzido no Brasil o termo charme, a partir do Rio de Janeiro. O termo charm é uma dança influenciada pelo do hip hop e, também foi uma denominação dada na época aos passos de dança executados pelo cantor Michael Jackson. Em janeiro de 2025, o charme ganhou destaque em matéria publicada no The New York Times.

## História
A origem desta festa remonta aos bailes de soul e funk, década de 1970, cuja execução no Brasil foi realizada por DJs como  Big Boy, Ademir Lemos, Dom Filó e Mister Funk Santos.As canções tocadas nos bailes charme devem muito ao chamado soul da Filadélfia, uma vertente da soul music conhecida pelos arranjos e melodia. 
No final de 1976, a soul music dava sinais de desgaste, seja pela pulverização do repertório ou pela não renovação do seu público. Outro detalhe que apressaria a morte do soul foi o nascimento de um outro movimento entre jovens brancos da Zona Norte e Oeste do Rio - O som das Cocotas. Fica aqui o registro que o movimento Black Rio era formado por 60% de negros e pardos, 40% de brancos e mestiços pobres da periferia da cidade. A primeira queda sofrida no movimento soul foi, sem dúvida, a descoberta e identificação do som pop-rock pelos frequentadores brancos da zona norte. O segundo e definitivo golpe sofrido pela agonizante Soul music foi dado pela revolução trazida pela disco music em 1977. Por ter sido um movimento mundial, a disco music mudou o comportamento, a moda e a cultura dos jovens da Zona Norte do Rio e boa parte de Brasil.
O termo charme foi criado por DJ Corello, no Rio de Janeiro, mais precisamente no dia 08 março de 1980. O DJ Corello começou na época a fazer experiências de outras formas de black music. Ele introduz a musicalidade do charme e as pessoas começam a gostar. Ele não tinha dado um nome para essa experiência, mas observou que quem dançava tinha um movimento corporal bem diferenciado. Em um baile no Mackenzie, no bairro do Méier, o Corello convida: Chegou a hora do charminho, transe seu corpo bem devagarinho. Essa história do charminho ficou na cabeça das pessoas e elas passaram a falar: agora eu vou pro charminho, vou ouvir um charme, vou lá no Corello que vai ter charme.
Em 1980 a disco se enfraquece como movimento de dança coletiva, abrindo espaço para o pop orientado da gravadoras multinacionais instaladas no Brasil, deixando, por assim dizer, um vácuo musical nas equipes de som do subúrbio do Rio. Corello aproveitou esse hiato musical e experimentou músicas e estilos não percebidos por outros DJ's da época.
Nessa mesma época, os bailes funk, passaram a tocar gêneros de música eletrônica como miami bass e freestyle, esses estilos dariam origem aos estilos funk carioca e funk melody.
O charme também contou com a colaboração direta de DJ's que abraçaram a causa e começam a romper com a estrutura antiga das equipes de som, segundo a qual, o dono da equipe determinava a linha musical a ser seguida sem questionamentos. 
No fim da década de 1980 e até meados dos anos 1990, os bailes-charme passaram a atrair uma grande quantidade de pessoas. Alguns eventos chegaram a registrar uma freqüência de 5.000 pessoas e isto estimulou inclusive a vinda de artistas internacionais especialmente para se apresentarem nestes bailes, como Sybil, Curtis Hairston, Glen Jones e Omar Chandler.
O movimento charme foi então reconhecido e tal fato proporcionou a oportunidade de criação do Espaço Rio Charme em 1993. Este espaço, então, se caracteriza peculiarmente por ser embaixo do viaduto Negrão de Lima, no bairro de Madureira, no Rio de Janeiro. Dentre muitos DJs que lá atuaram, um dos iniciadores do espaço foi o DJ Marki New Charm. O espaço é utilizado, além da promoção de bailes charme, para a prática de eventos sociais, como basquete de rua e oficina de arte. 

## Denominações no charme
Nesta trajetória desde os anos 1980, os charmeiros passaram a classificar as músicas e chamá-las de acordo com a ocasião de respectivos lançamentos, atribuindo-lhes o nome de flashback às músicas produzidas até meados dos anos 1980 e midbacks às produzidas entre o final dos anos 1980 e em toda a década de 1990. Esta denominação diferenciada das músicas no movimento charme também se deve parcialmente à existência de variadas vertentes dentro deste estilo, como o new jack swing, um misto de R&B e hip hop.
Com certa regularidade são promovidos bailes de flash back e mid, especialmente para reunião de antigos frequentadores dos bailes charme. Nestes bailes especiais, é nítida a diferença entre a faixa etária de seus freqüentadores, tradicionalmente chamados de cascudos, em relação àquela vista em bailes com músicas atuais.

## Aspecto cultural
Os bailes charme são desta forma eventos onde são executadas as músicas desta natureza, nos quais seus frequentadores primam pelo estilo elegante de suas roupas, e prezam originalmente pelas cores e nas referências ao caráter afro nos penteados e acessórios, sem falar na variada gama de seus passos e danças, desenvolvidas no salão, ao som das músicas tocadas pelo DJ.
O baile charme consiste então como um movimento popular cultural que propõe uma reinvenção da identidade cultural negra, expressada através das danças, da música, das roupas, da disseminação de valores, de respeito ao próximo e diversão.
Em 2013, foi declarado patrimônio imaterial cultural da cidade do Rio de Janeiro.